# چوکوروواتس
چوکوروواتس (به صربی: Čukurovac) یک منطقهٔ مسکونی در صربستان است که در الکسیناتس واقع شده‌است. چوکوروواتس ۱۲۲ نفر جمعیت دارد.